# Chery New Energy

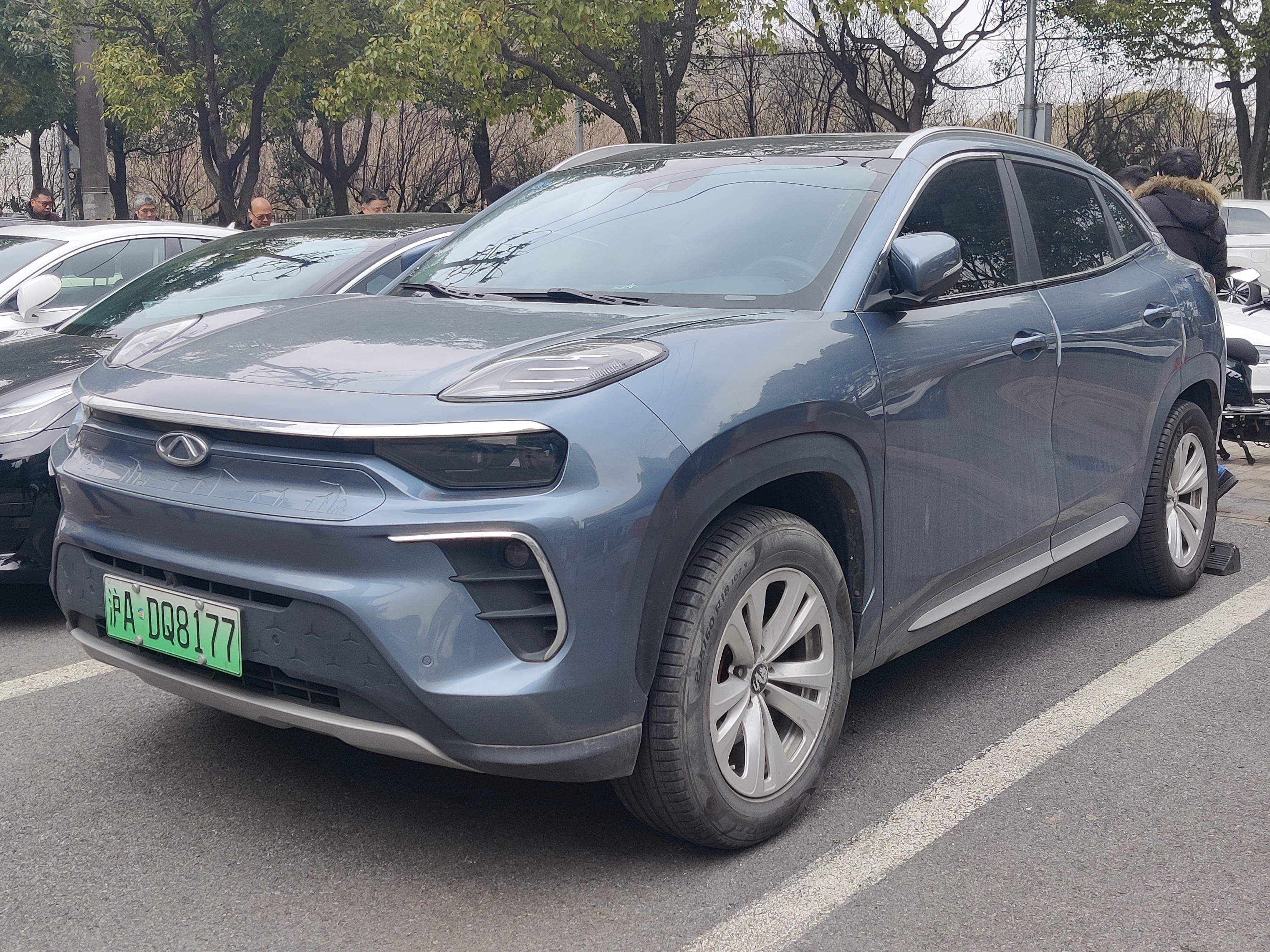
Chery eQ5 (2020)

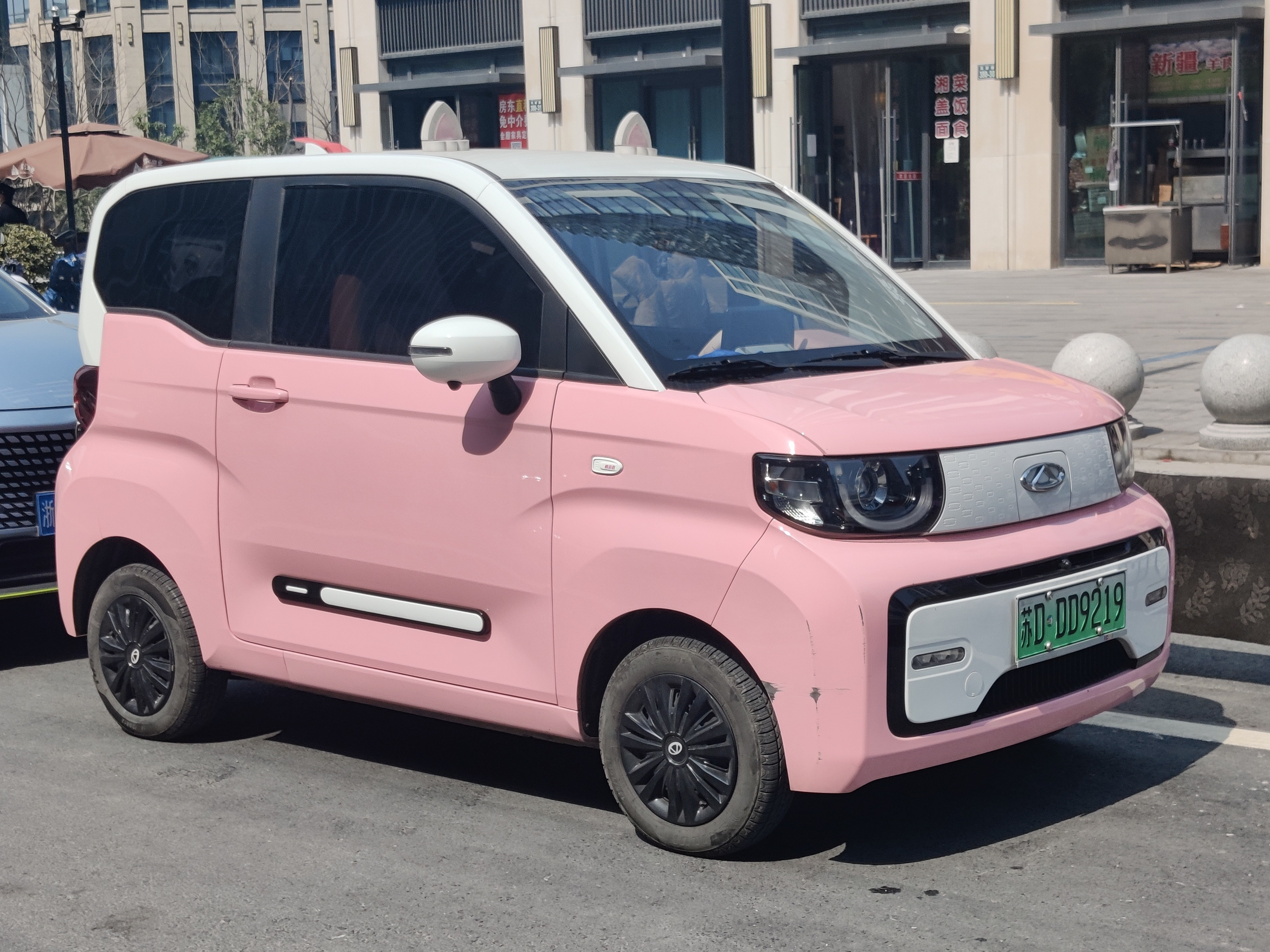
Chery QQ Ice Cream (2022)

Chery New Energy (chiń. upr. 奇瑞新能源) – chiński producent samochodów elektrycznych, z siedzibą w Wuhu, działający od 2010 roku. Należy do chińskiego koncernu Chery Automobile.

## Historia
W kwietniu 2010 chiński koncern Chery Automobile zdecydował się wkroczyć do wówczas niszowej branży samochodów elektrycznych i utworzył oddział Chery New Energy skoncentrowany na wytwarzaniu pojazdów z takim napędem. We wrześniu tego samego roku premierę miał pierwszy produkt filii w postaci Chery QQ3EV, elektryczny wariant modelu QQ3, który pozostał jedynym produktem oddziału aż do końca drugiej dekady XXI wieku. W 2014 roku QQ3EV zastąpił nowocześniejszy eQ oparte na kolejnej generacji miejskiego hatchbacka, a dopiero w 3 lata później gamę poszerzyły kolejne produkty. Najpierw został nim elektryczny odpowiednik Tiggo 3x, crossover Tiggo 3xe, a razem z nim - również oparty na istniejącym modelu sedan Arrizo 5e. W tym samym roku Chery New Energy przedstawiło pierwszy model opracowany od podstaw bez spalinowego odpowiednika pod postacią niewielkiego hatchbacka eQ1.
W 2019 roku dołączył ostatni produkt będący jedynie elektrycznym wariant istniejącego modelu Chery pod postacią crossovera Tiggo e. Z początkiem trzeciej dekady XXI wieku Chery New Energy przystąpiło do rozbudowy swojego portfolio o konstrukcje zbudowane od podstaw z myślą o napędzie elektrycznym, poczynając od dużego crossovera eQ5. W sierpniu 2021 przedstawiono mikrosamochód QQ Ice Cream będący odpowiedzią na popularność Wulinga Honnguang Mini EV. 

## Modele samochodów

### Obecnie produkowane

#### Samochody osobowe
- QQ Ice Cream
- QQ Duomi
- eQ1
- Arrizo 5e

#### SUV-y i crossovery
- eQ7

### Historyczne
- QQ3EV (2010–2014)
- eQ2 (2018)
- eQ (2014–2020)
- Tiggo 3xe (2018–2022)
- Tiggo e (2019–2022)
- eQ5 (2020–2023)
- Wujie Pro (2022–2023)